# The Blot
The Blot (La Mancha) es un drama del cine mudo estadounidense de 1921, dirigido por Lois Weber. Ella además coescribió el guion con Marion Orth y coprodujo la película con Phillips Smalley, su marido de entonces. La película aborda los problemas de una familia de un profesor universitario que apenas consigue dinero para sobrevivir dictando clases a ricos herederos de familias importantes. La protagoniza Philip Hubbard, Margaret McWade, Claire Windsor y Louis Calhern.
Weber fue pionera en filmar en locaciones reales en vez de construir decorados en estudio, usando toda la luz natural que le fuera posible. La película se filmó en los alrededores de Los Ángeles, particularmente en el viejo campus de la Universidad de Los Ángeles, hoy conocido como Los Angeles City College. Muchos roles secundarios fueron interpretados por gente que no era profesional de la actuación.